# Comsomol

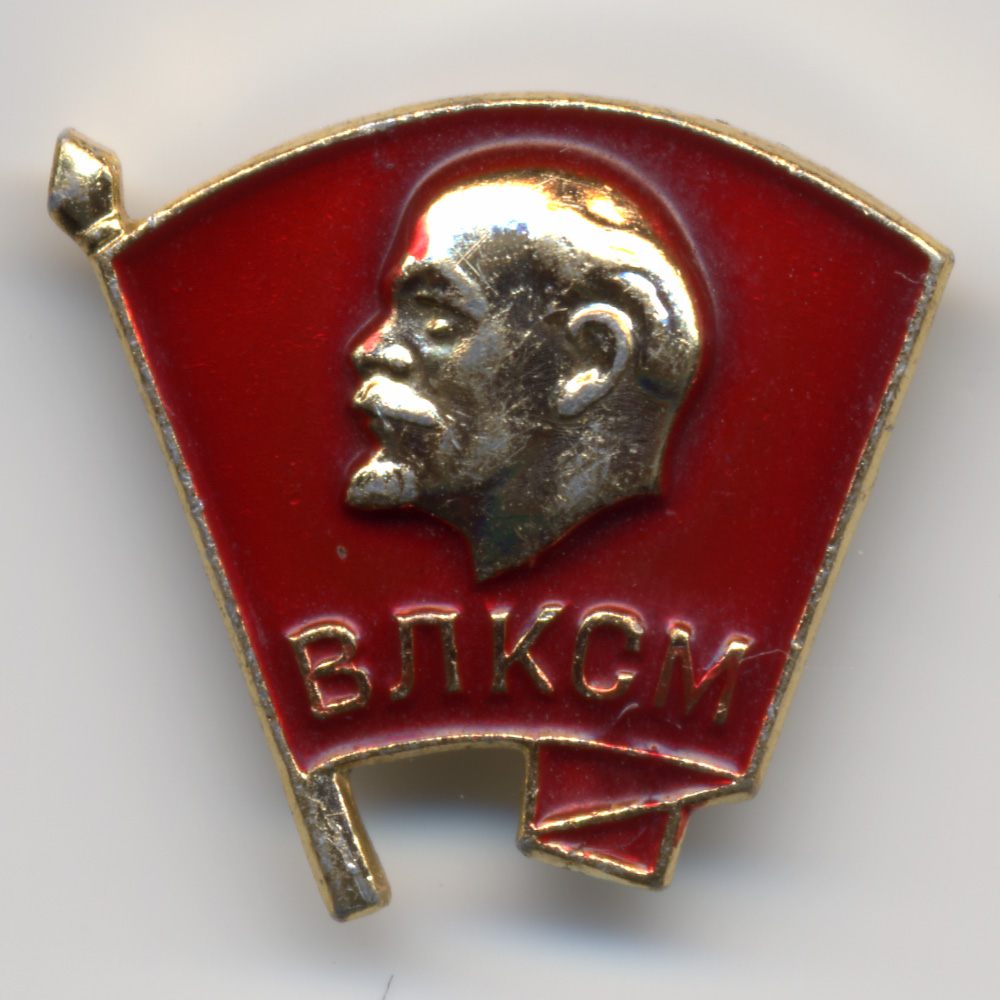
Insigna de comsomolist

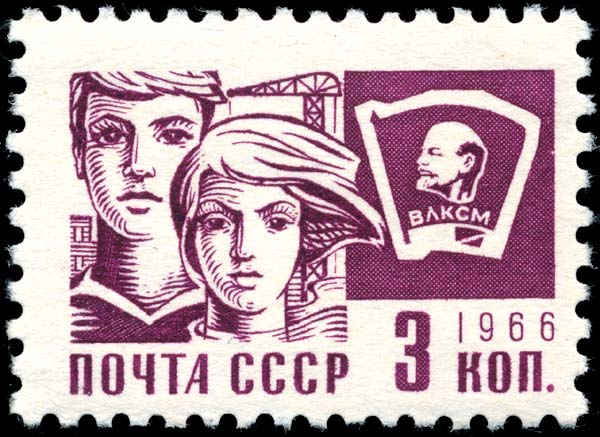
Timbru sovietic din 1966 dedicat Comsomolului

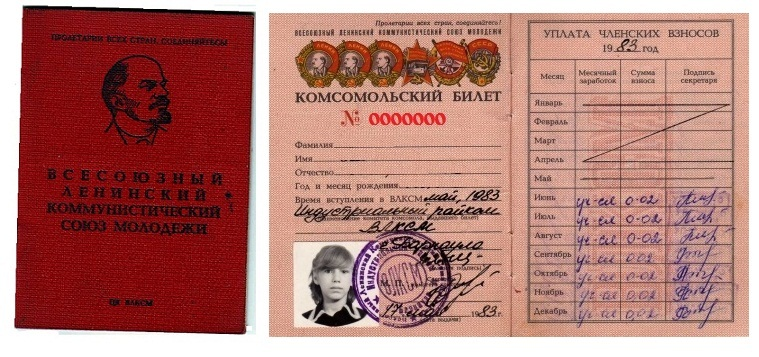
Bilet al membrului (1983)

Comsomol (în rusă Комсомол) este o abreviere silabică a denumirii în limba rusă a „Uniunii Tineretului Comunist” –  Коммунистический Союз Молодёжи (Kommunisticeski Soiuz Molodioji). Organizația a fost fondată pe 29 octombrie 1918. Până în 1922 numele oficial a fost „Uniunea Tineretului Comunist Leninist din întreaga Uniune” – Всесоюзный Ленинский Коммунистический Союз Молодёжи (Vsesoiuznîi Leninski Kommunisticeski Soiuz Molodioji). 

## Descriere
Comsomolul a fost organizația de tineret a Partidului Comunist al Uniunii Sovietice, cei mai tineri membri având 14 ani, limita superioară de vârstă fiind 28 de ani, cu excepția funcționarilor organizației care puteau fi mai în vârstă. Copii de până la 14 ani erau înscriși în organizațiile de pionieri. 
Comsomolul avea o influență neglijabilă în politica partidului comunist sau a organelor puterii sovietice, dar juca un rol important ca un mecanism pentru îndoctrinarea tinerilor, dar și pentru introducerea acestora în domeniul politic. Alături de aceste scopuri, Comsomolul era și teren de muncă și activitate politică, fiind principalul rezervor de cadre pentru partidul comunist. Membrii activi primeau privilegii notabile și puteau fi promovați în organele de conducere comuniste. De exemplu, Iuri Andropov, Secretar General al Partidului Comunist al Uniunii Sovietice pentru o scurtă perioadă după moartea lui Leonid Brejnev, a ajuns în funcții importante după ce a activat în organizația de Comsomol din Carelia. 
În anii în care a atins maximul de dezvoltare, Comsomolul a avut zeci de milioane de membri, aproximativ două treimi dintre persoanele adulte din Rusia fiind la un moment dat membri ai organizației. 
În timpul revoluției, bolșevicii nu au arătat vreun interes pentru înființarea unei organizații pentru tineret. Totuși, în 1918, primul congres al tineretului comunist s-a ținut sub patronajul partidului bolșevic, deși scopurile și credințele celor două organizații nu coincideau în totalitate. Până la al doilea congres din anul următor, bolșevicii câștigaseră practic controlul total asupra organizației, în scurtă vreme Comsomolul fiind consacrat în mod oficial ca aripa de tineret a partidului. 
Reformele lui Mihail Gorbaciov, (perestroica și glasnost), au admis în sfârșit că organizația Comsomol nu mai servea intereselor celor pe care trebuia să-i reprezinte. Cadrele de conducere nu erau de calitate și acest fapt, împreună cu unele probleme structurale, nu mai puteau fi ascuns în noua atmosferă deschisă, transparentă. 
Comsomolul fusese pentru vreme îndelungată un rai al birocrației și conservatorismului și fusese în tot acest timp fără nici o putere politică, proprietăți care se perpetuau în timp. La Congresul al XX-lea al Comsomolului, regulile organizației au fost schimbate radical. Până în cele din urmă, aceste reforme au distrus organizația prin fragmentare, lipsă de claritate în domeniul obiectivelor, lipsă de membri și de calitate a membrilor rămași. Pur și simplu nu mai era nevoie de această organizație. 
În primele stadii ale perestroicăi, când s-a început legalizarea cu prudență a micilor întreprinderi private, comsomoliștilor li s-au acordat privilegii în deschiderea unor afaceri, pentru a da tinerilor șanse mai mari în viață. Ca rezultat, mulți conducători comsomoliști au avut șansa să se îmbogățească rapid, un exemplu tipic fiind Mihail Hodorkovski. Se începuse să se glumească pe seama motto-ului lui Lenin „Sindicatele sunt școli ale comunismului” schimbat în „Comsomolul este școala capitalismului”.
Ziarul Comsomolului, Komsomolskaia Pravda, mai apare încă, în ciuda dispariției organizației pe care a slujit-o. Comsomolul a fost dizolvat în 1991.